# Печешур
Печешу́р (Жабино, удм. Чокопи́) — деревня в Глазовском районе Удмуртии, в составе Верхнебогатырского сельского поселения.

## География
Улицы деревни:
- Печешурская

## Население
| 2010 | 2012 |
| ---- | ---- |
| 3    | →3   |

Численность постоянного населения деревни составляет 3 человека (2007).